# Yvonne Přenosilová
Yvonne Přenosilová, provdaná von Schuckmann (2. července 1947 Praha – 11. září 2023 Praha) byla česká zpěvačka a moderátorka. Je považovaná za průkopnici českého rhythm and blues a rock and rollu.

## Život
Její otec Jiří Přenosil byl voják, který po začátku druhé světové války uprchl z Československa do Anglie a bojoval v Britské armádě. Byl nasazen v Palestině, kde se seznámil s Rakušankou Markétou (narozenou ve Vídni). Vzali se v Jeruzalémě a v roce 1945 se vrátili do Prahy, kde se jim v roce 1947 narodila Yvonne.  Byla jedináček.
Kvůli protiněmeckým náladám po druhé světové válce matka předstírala, že je Angličanka a na veřejnosti mluvila anglicky. V rodině se mluvilo česky, anglicky i německy, otec rád zpíval černošské spirituály. Po únoru 1948 byl její otec zatčen a strávil rok ve vězení. Po sametové revoluci byl v roce 1991 povýšen na generálmajora ve výslužbě.
Yvonne absolvovala dvanáctiletku v Libni v Praze. Do patnácti let se věnovala baletu. Hudební kariéru začala v patnácti konkurzem v divadle Semafor, ze kterého Miloš Forman natočil svou režisérskou prvotinu Konkurs. S mexickou písní „La Malagueña“ ji do divadla nepřijali, ale všiml si jí skladatel Karel Mareš (tehdy korepetitor), který měl cit pro zajímavé hlasy a pro divadlo objevil mj. Evu Olmerovou a Karla Gotta. Mareš si jí vybral do skupiny Olympic, která v sezóně 1963–1964 vystupovala v Semaforu s pásmem Ondráš. Tady se Yvonne v listopadu 1963 objevila poprvé na jevišti.
V únoru 1964 nahrála šestnáctiletá Yvonne Přenosilová českou verzi písničky „I'm Sorry“ z repertoáru Brendy Lee, nazvanou textařem Jiřím Štaidlem „Roň slzy“. Hudební kritici nahrávku moc dobře nepřijali, ale píseň se stala hitem a jedním z nejprodávanějších českých singlů šedesátých let. Yvonne i nadále hrála v Semaforu a zpívala další české předělávky zahraničních hitů, ale i tuzemské písničkové premiéry.
V roce 1965, když si ji hosté z anglických klubů poslechli při návštěvě gymnázia naživo, pozvali ji na třítýdenní pobyt do Londýna. Manažera jí dělal John Alcock. Yvonne zpívala v londýnském rozhlase, nazpívala gramodesku When My Baby Cries/Come On Home pro anglickou společnost PYE, aranžoval ji Tony Hatch (autor písně „Downtown“). Rovněž uspořádala dva úspěšné koncerty v klubech, vystupovala i v televizi, mj. v hudebním pořadu Ready, Steady, Go! televize ITV. Deska však zapadla.
Po návratu z Londýna na podzim 1965 přešla ze Semaforu do nově vzniklého divadla Apollo (působili zde i Karel Gott, Pavlína Filipovská, Karel Hála a další). Vystupovala v dalších evropských zemích, mj. v Belgii, Francii, Itálii, NDR, NSR a Rakousku. Ve Zlatém slavíku 1964 a 1965 se umístila na 8. a 5. místě v kategorii zpěvaček, v roce 1968 byla v této anketě popularity už čtvrtá. Samostatnou desku jí však Supraphon nevydal.
V roce 1968 podepsala petici Dva tisíce slov. Poté emigrovala přes Rakousko a Itálii do Velké Británie. Pracovní známosti se jí tam ale nepodařilo úspěšně využít, a proto odjela do Mnichova za svými rodiči. Tam žila 26 let a zpočátku se pokusila o pokračování pěvecké kariéry pod jménem Yvonne Silova. Vydavatelství Ariola jí vydalo tři singly, žádný však nebyl úspěšný. Poté se osm let živila jako pozemní letuška u společnosti British Airways. Zde se seznámila se svým manželem (který cestoval jako pasažér), advokátem Andreasem von Schuckmannem. V roce 1978 měli svatbu. Andreas von Schuckmann měl šlechtický titul – ona se tak tedy stala baronkou. Rok nato se jí narodil syn Max von Schuckmann. V roce 1985 se s manželem rozvedli.
Yvonne začala pro Svobodnou Evropu psát hudební pořady, pak je i moderovala. Tam často spolupracovala s Karlem Krylem. Karel Kryl se zasadil o její přijetí do Svobodné Evropy. V roce 1994 se natrvalo vrátila do Prahy a také tam pracovala pro Svobodnou Evropu, později mj. moderovala autorský pořad Sklípek pro Country Radio, vystupovala na koncertech a v několika muzikálech.
Její syn Max von Schuckmann žil se svým otcem Andreasem v německém Mnichově, dokud Maxův otec Andreas v roce 2004 nezemřel.
Yvonne Přenosilová zemřela 11. září 2023 ve Fakultní nemocnici Královské Vinohrady. Pohřbena byla na vlastní přání na Novém židovském hřbitově v Praze.

## Dílo
Řada jejích písní se stala hity:
- Roň slzy
- Javory
- Mně se líbí Bob
- Pomalu a líně
- Měsíc
- Boty proti lásce
- Tak prázdná
- Zimní království
- Pippo

Ve svém projevu využívala hlasové podobnosti s rokenrolovou zpěvačkou Brendou Lee. Anglicky nazpívala její hity:
- That's All You Gotta Do
- My Colouring Book
- He's So Heavenly

Česky s Karlem Gottem:
- Zejtra už ti sbohem dám (My Whole World Is Falling Down)

## Filmografie
Film:
- Konkurs (1963)
- Dita Saxová (1967) – Britta
- Kulhavý ďábel (1968) – zpěvačka

Televize:
- Píseň pro Rudolfa III. (1967) – 1 díl

## Divadlo
- činohra Sekta (1965, Divadlo Semafor) – zpěv
- činohra Pouť pro dva (1965, Divadlo Apollo) – zpěv
- hudebně-dramatický pořad Sněhurka a jedenáct trpaslíků (1968, Apollo)[12]
- muzikál Rusalka (1999–2000, Divadlo Milenium) – zpívala roli Ježibaby[13]
- muzikál Hello, Dolly! (2010–2018, Švandovo divadlo) – zpívala roli Ernestiny Zámožné[14]

## Diskografie
SP (Single play):
- That's All You Gotta Do (Supraphon 1964), na druhé straně Orange Blossom Special Olympicu
- Roň slzy (Supraphon 1964), na druhé straně Adresát neznámý Karla Gotta
- Lyrická ze Středních Čech (Supraphon 1965), na druhé straně Fůra chyb Olympicu
- Mně se líbí Bob (Supraphon 1965), na druhé straně Chodím do houslí Karla Štědrého
- When My Baby Cries / Come On Home (Pye Records 1965)
- Podzimní nálada / Měsíc (Supraphon 1965)
- My Boy Lollipop / Autumn Mood (Supraphon 1965)
- Zejtra už ti sbohem dám (Supraphon 1965), na druhé straně Láska až za hrob od Kala Gotta
- Boty proti lásce (These Boots Are Made For Walking) (Supraphon 1966), na druhé straně S nebývalou ochotou Marty Kubišové
- Javory (Supraphon 1966), na druhé straně Čtyři koňský kopyta od Waldemara Matušky
- Nevermind (Supraphon 1966) s Olympicem, na druhé straně Si, si, si signorina Josefa Zímy
- Credi / In Questo Momento (Supraphon 1966)
- What A Love / He's So Heavenly (Suupraphon 1966)
- Pomalu a líně (Supraphon 1966), B strana, na A straně Kdybys byl varhaník Vlasty Kahovcové
- All by myself / Coloring book (Supraphon 1966)
- Loutka (Supraphon 1967), na druhé straně Obrať se s důvěrou Heleny Blehárové
- Sklípek (Supraphon 1967), na druhé straně Santa Clara Marty Kubišové a Heleny Vondráčkové
- Už to nejde dál/Zlý znamení (Supraphon 1967), Zlý znamení spolu s Petrem Spáleným
- Tak prázdná (Supraphon 1967), na druhé straně Nedoufej Heleny Vondráčkové
- Zimní království (Supraphon 1968), na druhé straně Lampa Marty Kubišové
- Nikdo netuší / Noční Modlitba (Supraphon 1968)
- Pippo / Starý pán (Supraphon 1968)
- Čím lásku bráníš (Supraphon 1968), na druhé straně Poutníče příští Jiřího Štědroně
- Žij dál (Supraphon 1968), na druhé straně Socha Milana Drobného
- Fešák / Nech mě taky žít (Supraphon 1990)
- Boty proti lásce / Roň slzy (Supraphon 1990)

EP (Extended play):
- Boots (Supraphon 1966) 4 písně, tři v angličtině, jedna v němčině
- Yvonne (Supraphon 1967) 4 písně, dvě v angličtině, dvě v italštině

CD:
- Sklípek 1964-68 (Supraphon 1990) kompilace
- Yvonne Přenosilová, Vráťa Vyskočil a Taxmeni (Venkow 1993)
- 20× Yvonne Přenosilová – Roň slzy (Bonton Music / Supraphon 1998) kompilace[15]
- Pop galerie: Yvonne Přenosilová (Supraphon 2010) kompilace